# ジョニー・ドゥアルテ
ジョニー・ヘスス・ドゥアルテ・ジャネス（Jhonney Jesús Duarte Yánez , 2000年2月1日 , ）は、ベネズエラ・カラボボ州バレンシア出身のプロサッカー選手。ベネズエラ・プリメーラ・ディビシオンのカラカスFCに所属している。ポジションはMF。

## 来歴
2017年2月17日の国内リーグの対アラグアFC戦で、後半31分に途中出場でプロデビュー。同年シーズンは2試合に出場。2018年シーズンは先発に定着している。